# Valanhamn
Valanhamn est une localité du comté de Troms, en Norvège.

## Géographie
Administrativement, Valanhamn fait partie de la kommune de Kvænangen.